# 南砺バットミュージアム
南砺バットミュージアム（なんとバットミュージアム）は、富山県南砺市福光6754番地（東会館2階）にあるバットの博物館である。
木製バットの街である南砺市福光地区のシンボル的施設である。

## 概要
2006年に廃業した福光の老舗バット工場の倉庫に眠っていたプロ野球選手のバット1,300本をバット制作会社から買い取り、これを活用して2010年に井波地域の住宅メーカーの協力で、同社展示場に併設してミュージアムを開設したのが始まりである。その後、福光地域の住民の強い要望もあり、地元の東町商店会が所有する空き店舗を活用したスペース『東会館』の2、3階に移転し、2012年（平成24年）2月10日に開館した。館内には野球用バット500本（ほぼ現役選手やメジャーリーグが注文するために見本として送られてきたもの）のほか、ユニフォームやグローブ、サインボールなどが展示されている。
営業時間は10時から17時まで、水曜日が休業日である。